# Nombres de Stirling
En matemàtiques, els nombres de Stirling apareixen en una gran varietat de problemes analítics i combinatoris. Reben el seu nom del matemàtic escocès James Stirling, qui els va introduir en el segle xviii. Existeixen dos conjunts diferents de nombres de Stirling: els de primera espècie i els de segona espècie.

## Notació
S'utilitzen diferents notacions per als nombres de Stirling. En general, els nombres de Stirling de primera espècie s'escriuen amb uns s minúscula, mentre que pels de segona espècie es fa servir una S majúscula. Els nombres de Stirling de segona espècie no són mai negatius, però els de primera espècie poden ser positius i negatius: per això també s'utilitza una notació específica per als nombres de primera espècie sense signe (en valor absolut). Les notacions comunament utilitzades són:
{\displaystyle s(n,k)\,} per als nombres de Stirling de primera espècie (amb el seu signe),
{\displaystyle c(n,k)=\left[{n \atop k}\right]=|s(n,k)|\,} per als nombre de Stirling de primera espècie en valor absolut, (sense signe), i
{\displaystyle S(n,k)=\left\{{\begin{matrix}n\\k\end{matrix}}\right\}=S_{n}^{(k)}\,} per als nombre de Stirling de segona espècie.
Alguns autors fan servir una {\displaystyle S} majúscula i una {\displaystyle {\mathfrak {S}}} gòtica, respectivament, pels nombres de primera i segona espècie. La notació amb claus i claudàtors, en analogia amb els coeficients binomials, va ser introduïda el 1935 per Jovan Karamata i promoguda després per Donald Knuth.

## Nombres de Stirling de primera espècie
Els Nombres de Stirling sense signe de primera espècie compten el nombre de permutacions de n elements en k cicles disjunts. Per exemple, si considerem el conjunt {\displaystyle (1,2,3,4)}, pot ser dividit en dos cicles de les següents onze formes:
{\displaystyle [1,2,3],[4]} — {\displaystyle [1,3,2],[4]} — {\displaystyle [1,2,4],[3]} — {\displaystyle [1,4,2],[3]} — {\displaystyle [1,3,4],[2]} — {\displaystyle [1,4,3],[2]}
{\displaystyle [2,3,4],[1]} — {\displaystyle [2,4,3],[1]} — {\displaystyle [1,2],[3,4]} — {\displaystyle [1,3],[2,4]} — {\displaystyle [1,4],[2,3]}
És a dir: {\displaystyle |s(4,2)|=11}, i, en general:
{\displaystyle c(n,k)=\left[{n \atop k}\right]=|s(n,k)|=(-1)^{n-k}s(n,k)}
És fàcil comprovar que {\displaystyle |s(n,n)|=1} i que {\displaystyle |s(n,1)|=(n-1)!}.
Els nombres de Stirling de primera espècie en general (que inclouen nombres negatius) són els coeficients de l'expansió de:
{\displaystyle (x)_{n}=\sum _{k=0}^{n}s(n,k)x^{k}.}
on {\displaystyle (x)_{n}} (un símbol de Pochhammer) denota el factorial descendent: {\displaystyle (x)_{n}=x(x-1)(x-2)\cdots (x-n+1).}
Noti's que {\displaystyle x_{0}=1} perquè és un prodducte buit. En combinatòria també s'utilitza a vegades la notació {\displaystyle x^{\underline {n\!}}} per a factorial descendent, i {\displaystyle x^{\overline {n\!}}} per al factorial ascendent.
Uns pocs dels nombres de Stirling de primera espècie s'il·lustren en la taula següent:
{\displaystyle {\begin{array}{ccccccccccc}&&&&&~~1~~&&&&&\\&&&&-1&&~~1~~&&&&\\&&&2&&-3&&~~1~~&&&\\&&-6&&11&&-6&&~~1~~&&\\&24&&-50&&35&&-10&&~~1~~&\\-120&&274&&-225&&85&&-15&&~~1~~\\\end{array}}}
en la que
{\displaystyle s(n,k)=s(n-1,k-1)-(n-1)s(n-1,k)}

## Nombres de Stirlig de segona espècie
Els nombres de Stirlig de segona espècie compten el nombre de formes de partir un conjunt de {\displaystyle n} elements entre {\displaystyle k} subconjunts no buits. Per exemple, el conjunt {\displaystyle \{1,2,3,4\}} pot partir-se en dos subconjunts no buits de les següents set formes:
{\displaystyle \{1,2,3\}\cup \{4\}} — {\displaystyle \{1,2,4\}\cup \{3\}} — {\displaystyle \{1,3,4\}\cup \{2\}} — {\displaystyle \{2,3,4\}\cup \{1\}}
{\displaystyle \{1,2\}\cup \{3,4\}} — {\displaystyle \{1,3\}\cup \{2,4\}} — {\displaystyle \{1,4\}\cup \{2,3\}}
Per això, {\displaystyle S(4,2)=7}.
És fàcil comprovar que {\displaystyle S(n,1)=1} i que {\displaystyle S(n,n)=1}.
Es denoten com {\displaystyle S(n,k)} o {\displaystyle \textstyle \lbrace {n \atop k}\rbrace }. La suma
{\displaystyle \sum _{k=0}^{n}S(n,k)=B_{n}}
és l'enèsim nombre de Bell.
Utilitzant els factorials descendents, podem caracteritzar els nombres de Stirling de segona espècie amb la identitat:
{\displaystyle \sum _{k=0}^{n}S(n,k)(x)_{k}=x^{n}.}

## Nombres de Lah
Els nombres de Lah {\displaystyle L(n,k)={n-1 \choose k-1}{\frac {n!}{k!}}} es denominen sovint nombres de Stirling de tercera espècie.

## Relació inversa
Els nombres de Stirling de primera i segona espècie poden ser considerats com inversos els uns dels altres:
{\displaystyle \sum _{j=0}^{n}s(n,j)S(j,k)=\delta _{nk}}
i
{\displaystyle \sum _{j=0}^{n}S(n,j)s(j,k)=\delta _{nk},}
on {\displaystyle \delta _{nk}} és la delta de Kronecker. Aquestes dues relacions es poden entendre com si fossin relacions entre matrius inverses. És a dir, sigui {\displaystyle s} la més petita matriu triangular, amb elements de la matriu {\displaystyle s_{nk}=s(n,k).\,}. La seva matriu inversa, {\displaystyle S}, serà la més petita matriu triangular dels nombres de Stirling de segona espècie, amb elements de la matriu {\displaystyle S_{nk}=S(n,k).}.
Simbòlicament es pot escriure:
{\displaystyle s^{-1}=S\,}
Encara que {\displaystyle s} i {\displaystyle S} són infinites, o sigui que calcular un producte involucra una suma infinita, el producte d'aquestes matrius es pot obtenir perquè són mínimes triangulars i només un nombre finit de termes de la suma són diferents de zero.
Una generalització d'aquesta relació d'inversió proporciona l'enllaç amb els nombres de Lah {\displaystyle L(n,k):}
{\displaystyle (-1)^{n}L(n,k)=\sum _{z}(-1)^{z}s(n,z)S(z,k),}
amb les convencions {\displaystyle L(0,0)=1} i {\displaystyle L(n,k)=0} si {\displaystyle k>n}.

## Fórmules simètriques
Les segúents fórmules simètriques relacionen els nombres de Stirlig de primera i de segona espècie: 
{\displaystyle s(n,k)=\sum _{j=0}^{n-k}(-1)^{j}{n-1+j \choose n-k+j}{2n-k \choose n-k-j}S(n-k+j,j)}
i
{\displaystyle S(n,k)=\sum _{j=0}^{n-k}(-1)^{j}{n-1+j \choose n-k+j}{2n-k \choose n-k-j}s(n-k+j,j).}